# Chandella

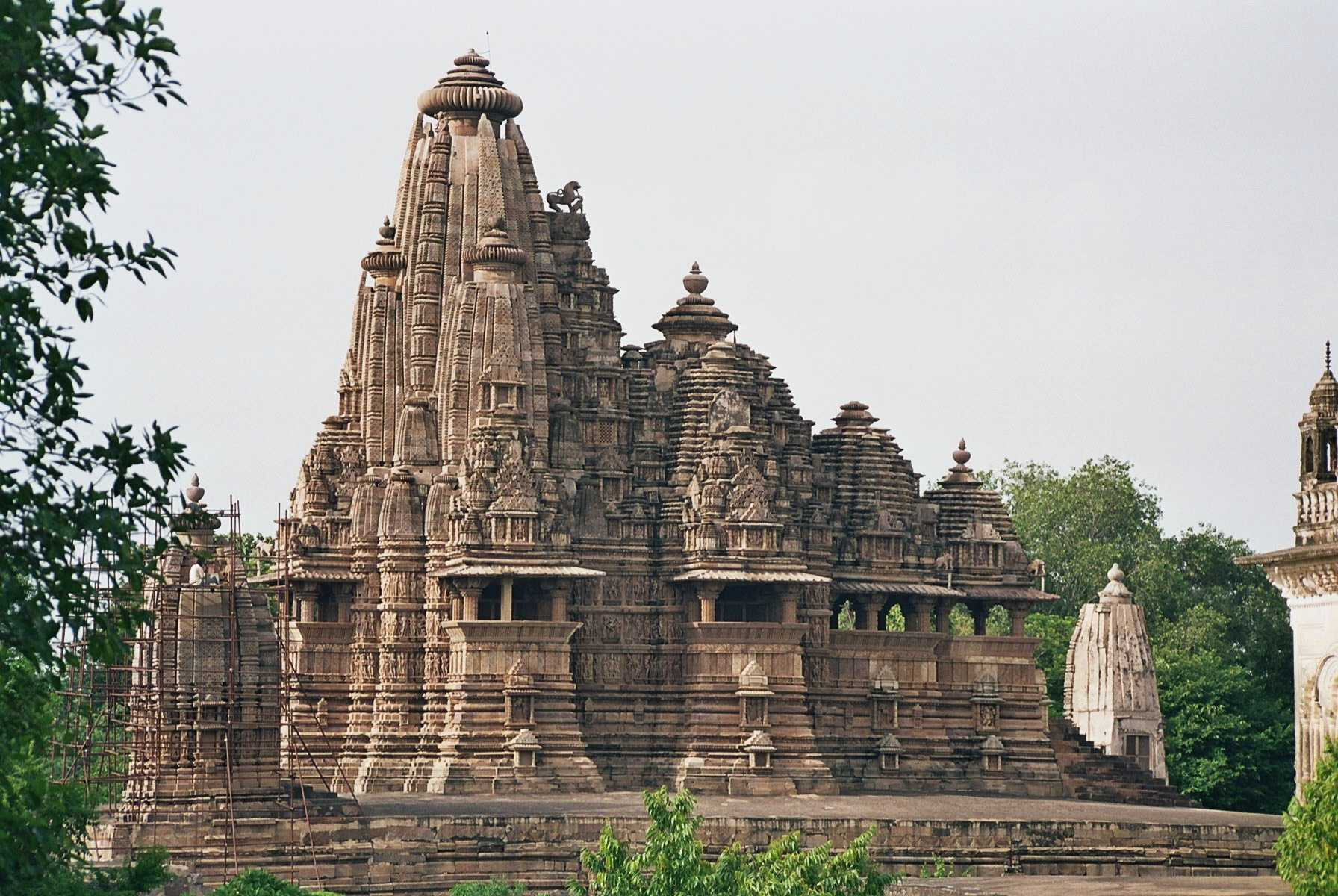
Kandariya-Mahadeva-Tempel in Khajuraho (um 1040)

Die Chandella (auch: Chandratreyas) waren eine Dynastie des indischen Mittelalters (9.–16. Jahrhundert), die im 10./11. Jahrhundert die Vormachtposition in Nordindien anstrebte. Ihr Machtzentrum lag in der Region Bundelkhand; in Khajuraho hinterließen sie die aufgrund ihrer erotischen Darstellungen weltbekannte Tempelanlage von Khajuraho.

## Ursprung
Die Chandellas nahmen eine Rajputen-Herkunft für sich in Anspruch, waren auch Einheimische, aber wahrscheinlich ursprünglich Gonds gewesen. Ihr Häuptling Nannuka riss um 807 das heutige Bundelkhand-Gebiet um Kalinjar und Khajuraho an sich, als der in Kannauj regierende Pratihara-Herrscher Nagabhatra II. (reg. ca. 800–833) vor den Rashtrakuta und Pala in die Wüste Rajasthans fliehen musste. Als Nagabhatra II. zurückkehrte, musste er die Chandella als seine Vasallen in Bundelkhand dulden.

## Die Glanzzeit der Chandella
Um 915/16 wurden die Pratihara erneut schwer geschlagen; ihr König Mahipala (reg. ca. 914–943) verlor kurzzeitig das Gebiet um Kannauj an den Rashtrakuta Indra III., dessen General Narasimha ihn durchs Land verfolgte. Der Chandella-Herrscher Harsha Deva (reg. ca. 900–925) führte ihn wieder auf den Thron zurück und seitdem waren die Chandella praktisch die Hausmeier der letzten Pratihara-Könige. Um 950 setzten sie sich in Gwalior fest und strebten (obwohl noch formell Vasallen der Pratihara) die Vormacht in Nordindien an. Im Jahr 954 musste der Pratihara-König Devapala (reg. ca. 948–954) das Reichsheiligtum, ein Idol Vishnus an den Chandella Yasovarman (reg. etwa 925–950) abtreten und in den 960ern gingen seinem Nachfolger Vijayapala große Ländereien an den Chandella Dhanga (reg. ca. 950–1002) verloren, der auch die Kalachuri deklassierte.
Als der muslimische Eroberer Mahmud von Ghazni (reg. 997–1030) plündernd nach Indien vorrückte, fiel der Chandella Ganda (reg. ca. 1002–1025) den Pratihara erneut in den Rücken. Rajyapala Pratihara floh aus Kannauj; daraufhin als „Verräter“ bezichtigt wurde er von den Chandella und anderen Fürsten besiegt und ermordet (1018). Aber Ganda und sein Sohn Vidyadhara gaben sich auch mystisch-erotischen Ausschweifungen hin und überließen ihren Chedi-Ministern die Regierungsgeschäfte, zudem erschien Mahmud von Ghazni vor Gwalior und Kalinjar (1023) und brachte den Chandella eine Reihe schwerer Niederlagen bei, was den baldigen Aufstieg der Kalachuri und Paramara zur Folge hatte.
Bauten
Die größten Tempel in Khajuraho wurde von den Chandella im 10. und 11. Jahrhundert errichtet, aber neben diesen Baumaßnahmen kümmerten sie sich auch um die Wasserregulierung – sie errichteten Anlagen, die teilweise noch in heutiger Zeit benutzt werden.

## Spätere Zeit
In der 2. Hälfte des 11. Jahrhunderts wurde der Chandella-Staat von Kirtivarman (reg. ca. 1060–1100) wiederhergestellt, indem er sich an den Bündnissen gegen den Paramara Bhoja von Dhar (reg. ca. 1021–1065) und den Kalachuri Karna (reg. ca. 1041–1072) beteiligte, die ihrerseits die Vormacht in Nordindien anstrebten, aber dadurch nur erfolgreiche Bündnisse ihrer Nachbarn heraufbeschworen.
König Madanavarman Deva (reg. ca. 1128–1165) besiegte den Solanki Jayasimha (reg. ca. 1093–1143) und rühmte sich in einer Inschrift, den König von Kasi, d. h. den Gahadavala Vijayachandra (reg. ca. 1155–1169) zu einem friedlichen Zeitvertreib gezwungen zu haben.
Schwere Niederlagen gegen den Chauhan Prithviraj III. (reg. 1178–1192) um 1182 und die Moslems um 1202 zogen die Chandella unter Paramardi Deva I. (reg. ca. 1165–1202) in Mitleidenschaft. Für den weiteren Verlauf des 13. Jahrhunderts wurden die Chandella durch die islamischen Angriffe (vgl. Sultanat von Delhi) auf den Status einer unbedeutenden Lokaldynastie reduziert, die allerdings noch bis 1569 existierte.

## Regenten
- Nannuka Deva (Nanika) ca. 820
- Vakpati
- Jayasakti (Jejjaka)
- Vijayasakti (Vijjaka)
- Rahila ca. 890–910
- Harsha Deva ca. 900–925
- Yasovarman (Lakshavarman) ca. 925–950
- Dhanga ca. 950–1002
- Ganda (Nanda Rai) ca. 1002–1025
- Vidhyadhara Deva ca. 1025–1035
- Vijayapala Deva ca. 1035–1045
- Devavarman Deva (Devendravarman) ca. 1045–1060
- Kirtivarman Deva ca. 1060–1100
- Sallakshana-varman Deva ca. 1100–1117
- Jayavarman Deva ca. 1117
- Prithivivarman Deva ca. 1117–1128
- Madanavarman Deva ca. 1128–1165
- Paramardi Deva (Parmal) ca. 1165–1203
- Trailokyavarman Deva ca. 1203–1254
- Viravarman Deva ca. 1254–1285
- Bhojavarman Deva ca. 1285–1289
- Hammiravarman Deva ca. 1289–1308